# Баллиэдмонд
Баллиэдмонд (англ. Ballyedmond; ирл. Baile Éamainn) — деревня в Ирландии, находится в графстве Уэксфорд (провинция Ленстер) у трассы R741.